# 丹尼斯 (麻薩諸塞州普查規定居民點)
丹尼斯（英語：Dennis）是位於美國麻薩諸塞州巴恩斯特布爾縣的一個普查規定居民點。

## 人口
根據2020年美國人口普查的數據，丹尼斯的面積為13.28平方千米，當中陸地面積為12.72平方千米，而水域面積為0.56平方千米。當地共有人口2399人，而人口密度為每平方千米180.65人。